# (45261) Decoen
(45261) Decoen (2000 AB2) – planetoida z grupy pasa głównego asteroid okrążająca Słońce w ciągu 3,89 lat w średniej odległości 2,47 j.a. Odkryta 2 stycznia 2000 roku.